# اچ‌ام‌اس پورتلند (اف۷۹)
اچ‌ام‌اس پورتلند (اف۷۹) (به انگلیسی: HMS Portland (F79)) یک کشتی است که طول آن 133 m (436 ft 4 in) می‌باشد. این کشتی در سال ۱۹۹۹ ساخته شد.